# مارتن ريغان
مارتن ريغان (بالإنجليزية: Martin Reagan) (12 مايو 1924 في المملكة المتحدة - 26 ديسمبر 2016) هو مدرب كرة قدم ولاعب كرة قدم بريطاني (وحمل سابقاً جنسية المملكة المتحدة لبريطانيا العظمى وأيرلندا) في مركز الوسط. لعب مع شروزبري تاون ونادي بورتسموث ونادي ميدلزبره ونادي يورك سيتي ونورويتش سيتي وهال سيتي وMarch Town United F.C. ‏ وYork Railway Institute A.F.C. ‏.

## وصلات خارجية
Error: Invalid line "[[جون بيلتون|Bilton]] [[:en:John Bilton|<sup class=reference title="John Bilton">[الإنجليزية]</sup>]][[تصنيف:صفحات بها وصلات إنترويكي]]" at قالب:مدربو منتخب إنجلترا لكرة القدم للسيدات